# Blau ist der Himmel
Blau ist der Himmel ist ein US-amerikanischer Musikfilm von Stuart Heisler aus dem Jahr 1946.

## Handlung
Radiomoderator Jed Potter erzählt seinen Hörern kurz nach Ende des Zweiten Weltkriegs von einer Geschichte, die bisher nicht abgeschlossen ist, die mit einer schönen Frau zu tun hat und die wesentlich durch Irving Berlins Lieder beeinflusst ist.
Es ist das Jahr 1919: Jed ist in einer Revue als Tänzer beschäftigt und liebt das Chorus Girl Mary O’Hara. Er will mit ihr aus der Revue aussteigen und in einer neuen Revue in besserer Position anfangen. Beide treffen in einer Bar mit Johnny Adams zusammen, der früher mit Jed als Vaudeville-Künstler aufgetreten ist. Mary ist sofort von Johnny fasziniert, und Jed versucht vergeblich, sie für sich zu gewinnen. Er bringt Mary in einer größeren Revue als Star heraus, doch wartet Mary zur Premiere vergeblich auf Johnny. Er ist ein unsteter junger Mann, der in seiner Vergangenheit bereits unzählige Bars hatte und sie immer dann aufgab, wenn sie gut liefen. An anderer Stelle baute er immer wieder einen neuen Club auf und alles begann von vorn. Mary sucht zwar etwas Beständiges, kann sich aber dennoch eine Zukunft mit Johnny vorstellen. Nach der Premiere geht sie zu ihm und macht ihm einen Heiratsantrag. Johnny, der sich nicht fest binden will, weist sie zurück, und sie bricht mit ihm. Jed macht sich neue Hoffnungen.
Obwohl Jed die nächsten beiden Jahre für Mary da ist, kann sie Johnny nicht vergessen. Als sie sich erneut treffen, sind beide wie am ersten Tag verliebt und heiraten kurze Zeit später. Johnny will sesshaft werden und verspricht, dass sein aktueller Nachtclub auch der letzte in seinem Leben sein wird, doch wird er schon bald wortbrüchig. Er eröffnet in einem neuen Staat einen neuen Club und Mary folgt ihm klaglos. Sie bringt ein Mädchen auf die Welt und Johnny nimmt sich vor, für seine Familie sesshaft zu werden. Eines Tages nimmt Mary einen Anruf von einem Käufer des aktuell von Johnny geführten Nachtclubs entgegen. Sie hält Johnny seinen Wortbruch vor und stellt ihn vor die Wahl: Entweder seine Familie oder sein neugeplanter Nachtclub. Johnny entscheidet sich für den Nachtclub und Mary verlässt ihn.
Jahre vergehen und Marys Tochter wächst heran. Mary und Jed sind zusammen in der Show Heat Wave engagiert, die sie irgendwann auch nach Chicago führt, wo Johnny gerade seinen aktuellen Nachtclub eröffnet hat. Eine Freundin Marys sucht Johnny auf, der nun seit langer Zeit zum ersten Mal seine Tochter besucht, während Mary außer Haus ist. Er erfährt von seiner Tochter, dass Mary in der nächsten Woche „Onkel Jed“ heiraten wird. Als Mary und Jed in Johnnys Nachtklub erscheinen, um ihn zur Hochzeit einzuladen, ist Johnny verschwunden. Mary ist konsterniert und Jed erkennt, dass sie ihn noch immer liebt. Er gibt Mary nun auf und betrinkt sich am Tag der Premiere. Obwohl er auf eine besonders schwere Tanznummer, bei der er ohne Sicherung auf einer Anhöhe am Abgrund tanzen muss, angesichts seines Zustands verzichten soll, weigert er sich, sein Programm zu kürzen. Beim Finale stürzt er beim Tanz von der Anhöhe und die Show muss abgebrochen werden.
Jed resümiert am Mikrofon, dass er seither nie wieder getanzt habe und auch Mary nie wieder gesehen habe. Johnny, der während des Kriegs für die GIs gesungen hat, ist mit ihm im Studio und singt You Keep Coming Back Like a Song. Plötzlich steht Mary in der Studiotür und sie und Johnny fallen sich in die Arme und küssen sich. Auch Jed umarmt sie und alle drei verlassen gemeinsam das Studio.

## Produktion
Blau ist der Himmel wurde vom 16. Juli bis Ende September 1945 in den Paramount Studios gedreht. Der Film erlebte am 17. Oktober 1946 seine Premiere in New York City. In Deutschland wurde der Film erstmals am 27. November 1983 auf dem ZDF im Rahmen einer Fred-Astaire-Reihe gezeigt.
Ursprünglich war Mark Sandrich als Regisseur des Films vorgesehen und war intensiv an den Vorbereitungen des Films beteiligt, verstarb jedoch im März 1945 und wurde durch Stuart Heisler ersetzt. Fred Astaire, der kurz nach Beginn der Dreharbeiten Paul Draper ersetzt hatte, wollte sich nach Ende der Dreharbeiten vom Film zurückziehen, woraufhin Blau ist der Himmel einen Besucheransturm verzeichnete und der erfolgreichste Paramount-Film des Jahres wurde. Bereits 1948 ersetzte Astaire jedoch den verletzten Gene Kelly in Osterspaziergang und drehte auch in den Folgejahren weitere Filme.

## Musik

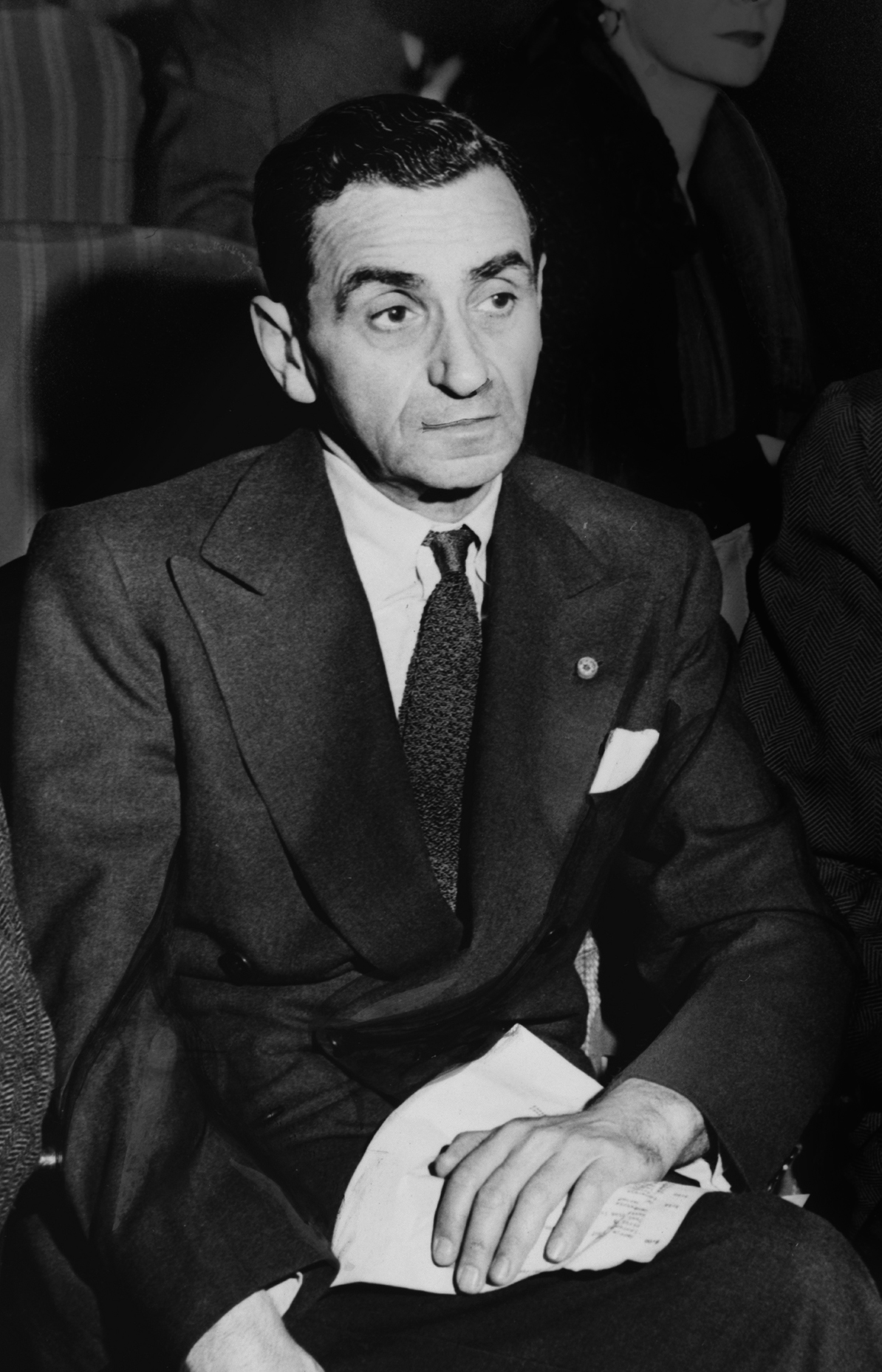
Irving Berlin, von dem 32 Lieder im Film zu hören sind

In Blau ist der Himmel sind zahlreiche Lieder von Irving Berlin zu hören. War ursprünglich geplant, 42 Berlin-Titel im Film zu versammeln, wurden am Ende 32 Titel von Berlin aufgenommen, darunter:
- A Pretty Girl Is Like a Melody – gesungen von Fred Astaire
- I’ve Got My Captain Working for Me Now – gesungen von Bing Crosby
- You’d Be Surprised – gesungen von Olga San Juan
- All by Myself – gesungen von Bing Crosby und Betty Russell
- Serenade to an Old-Fashioned Girl – gesungen von The Guardsmen
- Puttin’ on the Ritz – gesungen von Fred Astaire
- I–ll See You in C-U-B-A – gesungen von Bing Crosby, Olga San Juan
- A Couple of Song and Dance Men – gesungen von Fred Astaire, Bing Crosby
- You Keep Coming Back Like a Song – gesungen von Bing Crosby
- Blue Skies – gesungen von Bing Crosby
- The Little Things in Life – gesungen von Bing Crosby
- Not for All the Rice in China – gesungen von Bing Crosby
- Russian Lullaby – gesungen von Bing Crosby
- Everybody Step – gesungen von Bing Crosby
- How Deep Is the Ocean? – gesungen von Bing Crosby
- (Running Around in Circles) Getting Nowhere – gesungen von Bing Crosby
- Heat Wave – gesungen von Fred Astaire, Olga San Juan
- Any Bonds Today? – gesungen von Bing Crosby
- This Is the Army, Mister Jones – gesungen von Bing Crosby
- White Christmas – gesungen von Bing Crosby
- Always – gesungen vom Chor
- Serenade for an Old-Fashioned Girl – gesungen von Betty Russell

Drei der Lieder wurden speziell für den Film geschrieben: Running Around in Circles, You Keep Coming Back Like a Song und A Serenade to an Old-Fashioned Girl. Nach Musik, Musik war es das zweite Mal, dass Bing Crosby in einem Film das Lied White Christmas sang.

## Kritik
Variety schrieb, dass alle 32 Titel „so geschickt arrangiert, begleitet und präsentiert werden, dass die nostalgische Musikparade nicht langweilig wird.“ Fred Astaires Auftritt zu Puttin’ on the Ritz sei der herausragende Moment des Films. Auch die New York Times schrieb zu Astaires Puttin’ on the Ritz sinngemäß, dass wenn dies Astaires Schwanengesang vom Film sei, er sich wenigstens mit dem besten Tanzauftritt seiner Karriere vom Publikum verabschiede.
Der film-dienst nannte Blau ist der Himmel einen „Revuefilm mit brillanten Tanzszenen von Fred Astaire, der hier zusammen mit Bing Crosby auftritt“, merkte jedoch auch die „Klischeehandlung“ an. Ablehnend zeigte sich der Evangelische Film-Beobachter: „Fades amerikanisches Irving-Berlin-Musical aus dem Jahr 1946 über das Hin und Her in einem Nachtklub. Unnötig.“

## Auszeichnungen
Irving Berlin war 1947 für You Keep Coming Back Like a Song für einen Oscar in der Kategorie Bester Song nominiert, Robert Emmett Dolan erhielt eine Oscarnominierung in der Kategorie Beste Filmmusik.